# 더러운 손 (영화)
더러운 손(Les Innocents Aux Mains Sales, Dirty Hands)은 프랑스, 이탈리아, 독일(구 서독)에서 제작된 끌로드 샤브롤 감독의 1975년 드라마 영화이다. 로드 스테이거 등이 주연으로 출연하였고 안드레 제노브즈 등이 제작에 참여하였다.

## 출연

### 주연
- 로드 스테이거
- 로미 슈나이더

### 조연
- 헨리 아탈
- 한스 크리스찬 블레흐
- 르네 하바드
- 프랑소와 마이스트레
- 프랑수아 페로
- 장 로슈포르
- 피에르 산티니
- 도미니크 자르디